# Classici (Oscar Mondadori)
I Classici sono una sottocollana degli Oscar Mondadori, nata nel 1983.
Nel 2016 la collana subisce un restyling sia nella grafica che nel formato.

## Elenco per numero
- dall'1 al 100
- dal 101 al 200
- dal 201 al 300
- dal 301 al 400

- dal 401 al 500
- dal 501 al 600
- dal 601 al 700

| Controllo di autorità | VIAF (EN) 185905887 · LCCN (EN) n84703813 |